# Матео Бодмер
Матео Бодмер (фр. Mathéo Bodmer, нар. 6 травня 2004, Лілль, Франція) — французький футболіст, півзахисник клубу «Гавр».

## Ігрова кар'єра
Матео Бодмер народився у місті Лілль і з 2017 року почав грати у футбол у молодіжній команді клубу «Гавр». Дебют футболіста на професійному рівні відбувся у травні 2021 року у матчі французької Ліги 2 проти «Труа».
З 2021 року Бодмер також почав виступи за другу команду «Гавра» «Гавр В» у Національному Дивізіоні 3.

## Особисте життя
Матео Бодмер є сином колишнього французького футболіста Матьє Бодмера, відомого своїми виступами у клубі «Лілль».